# قائمة البعثات الدبلوماسية في نيكاراغوا

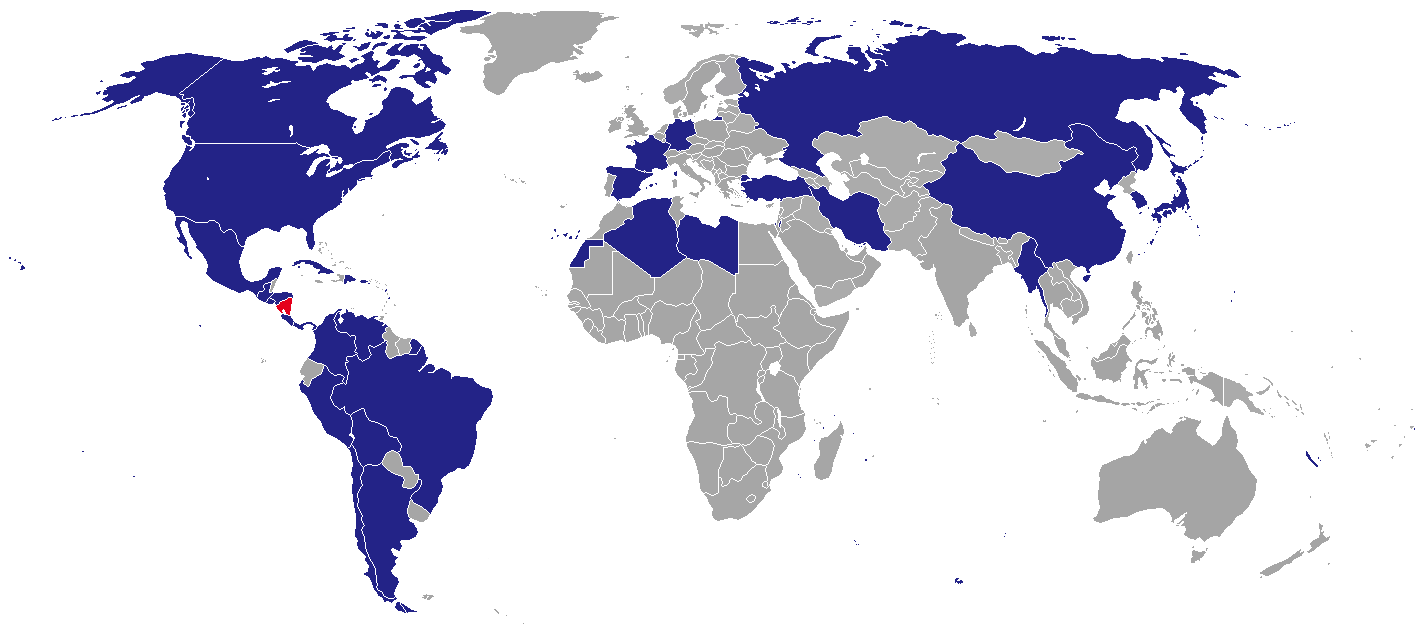
خريطة البعثات الدبلوماسية في نيكاراغوا.

هذه قائمة البعثات الدبلوماسية في نيكاراغوا. حيث تستضيف العاصمة ماناغوا 31 سفارة. كما أن العديد من البلدان الأخرى لديها سفراء معتمدين من عواصم إقليمية أخرى. وقد أدت هذه السفارات دورها في الترويج لقضايا العالم الثالث خلال فترة الحرب الباردة ما أدى إلى تطوير علاقات وثيقة مع العديد من دول عدم الانحياز والدول ذات الميول الاشتراكية في جميع أنحاء العالم؛ الدول الأخرى لديها سفراء معتمدين من الدول النامية.

## السفارات فيماناغوا
- الأرجنتين
- البرازيل
- كندا
- تشيلي
- كولومبيا
- كوستاريكا
- كوبا
- جمهورية الدومينيكان
- الإكوادور[1]
- السلفادور
- فنلندا[1]
- فرنسا
- ألمانيا
- غواتيمالا
- الفاتيكان
- هندوراس
- إيران
- إيطاليا
- هولندا[1]
- النرويج[1]
- اليابان
- ليبيا
- لوكسمبورغ[2]
- المكسيك
- فلسطين
- بنما
- بيرو
- روسيا
- الصحراء الغربية
- كوريا الجنوبية
- فرسان مالطا
- إسبانيا[1]
- السويد[1]
- تايوان[1]
- الولايات المتحدة
- فنزويلا

## البعثات والمكاتب
- الاتحاد الأوروبي (مفوضية)
- سويسرا (مكتب التعاون السويسري)

## القنصليات العامة

### ماناغوا
- كوستاريكا (قنصلية)
- أستراليا (قنصلية)
- كوبا (قنصلية)
- بوليفيا (قنصلية)
- الدنمارك (قنصلية)
- الإكوادور (قنصلية)
- جامايكا (قنصلية)
- الفلبين (قنصلية عامة)
- بولندا (قنصلية)
- الأوروغواي (قنصلية)[1]

### تشينانديجا
- كوستاريكا (قنصلية)[1]

### ريفاس
- كوستاريكا (قنصلية)[1]

## القنصليات الفخرية
- بلجيكا (قنصلية فخرية)
- قبرص (قنصلية فخرية)
- جمهورية التشيك (قنصلية فخرية)
- اليونان (قنصلية فخرية)
- إندونيسيا (قنصلية فخرية)[1]

## السفارات غير المقيمة
تقع سفارات الدول التالية في مكسيكو سيتي ما لم يذكر خلاف ذلك.
- أفغانستان (نيويورك)
- الجزائر
- أنغولا (هافانا)
- أرمينيا
- أستراليا[3]
- النمسا
- أذربيجان (نيويورك)[4]
- بنغلاديش
- البحرين (واشنطن العاصمة)
- باربادوس (واشنطن العاصمة)
- بلجيكا (بنما)
- بليز (غواتيمالا)
- بلغاريا[5]
- بوركينا فاسو (هافانا)
- كمبوديا (هافانا)
- جمهورية إفريقيا الوسطى (واشنطن العاصمة)
- تشاد (واشنطن العاصمة)
- الصين (سان خوسيه)
- ساحل العاج
- الكونغو (هافانا)
- الكونغو الديمقراطية (هافانا)
- كرواتيا (نيويورك)[6]
- قبرص
- جمهورية التشيك (سان خوسيه)
- دومينيكا (هافانا)
- الدنمارك
- إستونيا (نيويورك)
- مصر (بنما)
- إثيوبيا (واشنطن العاصمة)
- إرتريا (نيويورك)
- فنلندا
- ولايات ميكرونيسيا المتحدة (نيويورك)
- فيجي (واشنطن العاصمة)
- غانا (هافانا)
- اليونان
- غينيا (هافانا)
- غيانا (هافانا)
- غينيا بيساو (نيويورك)
- هايتي (بنما)
- المجر (هافانا)
- آيسلندا (أوتاوا)
- الهند (بنما)
- إندونيسيا (بنما)
- العراق
- أيرلندا[7]
- إسرائيل (سان خوسيه)
- الأردن
- جامايكا
- كازاخستان
- كيريباتي (نيويورك)
- الكويت
- كينيا (هافانا)
- قرغيزستان (نيويورك)
- لاوس (هافانا)
- ليبيا (هافانا)
- لبنان
- ليبيريا (نيويورك)
- ليسوتو (أوتاوا)
- مالي (أوتاوا)
- جزر القمر (نيويورك)
- جزر مارشال (نيويورك)
- ماليزيا (هافانا)
- المغرب (بنما)
- موزمبيق (هافانا)
- ميانمار (نيويورك)
- ناورو (نيويورك)
- هولندا (سان خوسيه)
- نيوزيلندا
- نيجيريا (هافانا)
- النرويج[8]
- عُمان (نيويورك)
- باكستان
- باراغواي (بنما)
- الفلبين
- البرتغال (بنما)
- بولندا (سان خوسيه)
- رومانيا
- سانت كيتس ونيفيس (واشنطن العاصمة)
- سانت لوسيا (واشنطن العاصمة)
- سانت فينسنت والغرينادين (واشنطن العاصمة)
- صربيا
- سلوفاكيا
- السعودية
- جنوب إفريقيا
- سورينام (واشنطن العاصمة)
- سيراليون (نيويورك)
- السويد (غواتيمالا)[9]
- سويسرا (سان خوسيه)
- السودان (نيويورك)
- السنغال (نيويورك)
- سوريا (كاراكاس)
- جنوب السودان (نيويورك)
- الصومال (نيويورك)
- تايلاند
- توغو (واشنطن العاصمة)
- تركمانستان (واشنطن العاصمة)
- تونس (واشنطن العاصمة)
- تركيا (سان خوسيه)
- طاجيكستان (واشنطن العاصمة)
- توفالو (نيويورك)
- تيمور الشرقية (نيويورك)
- تنزانيا (نيويورك)
- تونغا (نيويورك)
- أوغندا (نيويورك)
- الإمارات العربية المتحدة (بوغوتا)
- المملكة المتحدة (سان خوسيه)
- أوزبكستان
- فانواتو (نيويورك)
- فيتنام
- اليمن (هافانا)
- زيمبابوي (هافانا)
- زامبيا (هافانا)

## بعثات انتهت مهماتها
| المدينة المضيفة | الدولة المرسلة  | مستوى التمثيل | سنة انتهاء المهمة | المراجع       |
| --------------- | --------------- | ------------- | ----------------- | ------------- |
| ماناغوا         | بوليفيا         | سفارة         | 2020              | [ 10 ] [ 11 ] |
| ماناغوا         | الصين           | سفارة         | 1990              | [ 12 ] [ 13 ] |
| ماناغوا         | الدنمارك        | سفارة         | 2012              | [ 14 ] [ 15 ] |
| ماناغوا         | الإكوادور       | سفارة         | 2020              | [ 16 ]        |
| ماناغوا         | فنلندا          | سفارة         | 2013              | [ 17 ]        |
| ماناغوا         | أيسلندا         | سفارة         | 2009              | [ 18 ]        |
| ماناغوا         | هولندا          | سفارة         | 2013              | [ 19 ] [ 20 ] |
| ماناغوا         | كوريا الشمالية  | سفارة         | 1995              | [ 21 ]        |
| ماناغوا         | النرويج         | سفارة         | 2011              | [ 22 ]        |
| ماناغوا         | السويد          | سفارة         | 2010              | [ 23 ]        |
| ماناغوا         | المملكة المتحدة | سفارة         | 2003              | [ 24 ]        |
| ماناغوا         | الأوروغواي      | سفارة         | 2021              | [ 25 ] [ 26 ] |
| ماناغوا         | فيتنام          | سفارة         | 1991              | [ 27 ]        |
| بلوفيلدز        | كولومبيا        | قنصلية        | 1999              | [ 28 ]        |
| تشينانديغا      | السلفادور       | قنصلية عامة   | 2013              | [ 29 ]        |
| ريفاس           | كوستاريكا       | قنصلية        | 2006              | [ 29 ]        |

## روابط خارجية
- Resident missions in Nicaragua